# Зимовий туризм

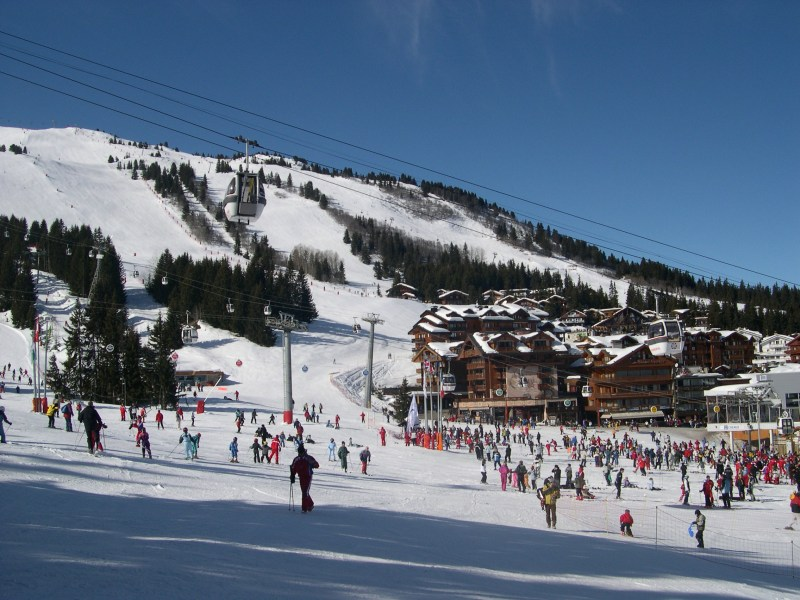
Гірськолижний курорт Куршевель, Франція

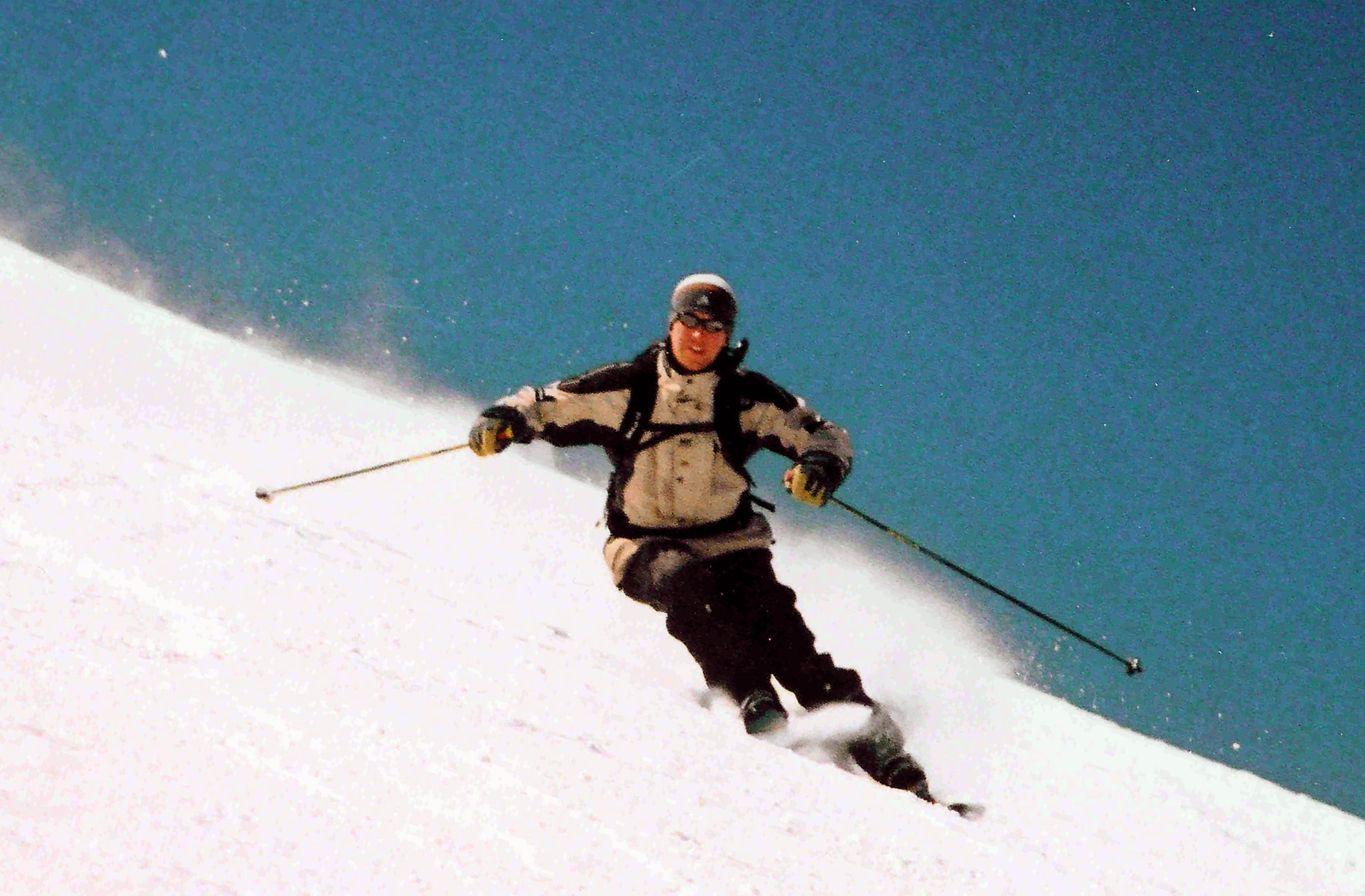
Зимовий туризм-Лижний спорт. Альпи.

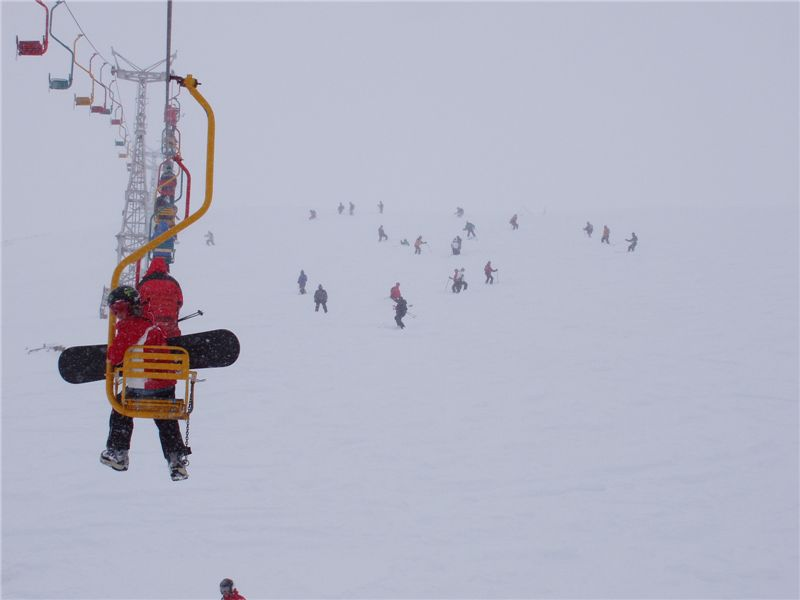
Зимовий туризм на Чегеті. Кавказ.

Зимовий туризм (білий туризм) — це відвідування туристських місцевостей у зимову пору року. Найпопулярнішим він є під час різдвяних і новорічних канікул.

## Загальний опис
Зимовий туризм значною мірою залежить від кліматичних та погодних умов. Зокрема, глобальне потепління внесло поправки в плани багатьох міжнародних гравців зимового туристичного ринку, змінивши геополітичну карту курортів. Відсутність «гарантованої наявності снігу» на початку зими завдає величезної шкоди зимовому туризму, тому часто туристичні організації вдаються до технологічних новинок, інтенсивно використовують снігові гармати. Зимовий туризму дає можливість скористатися значною кількість підвидів спортивного туризму — гірські лижі та слалом, сноубординг та сноутюбинг, ковзанярство та керлінг, а також насолодитися в зимових туристичних зонах купанням у термальних купелях просто неба.

## Найпопулярніші країни зимового туризму
Найпопулярнішими країнами для зимового відпочинку ВТО визнано:
- 1. Австрія (в Австрії ретельно стежать за правильним співвідношенням ціни і якості. Безліч курортних місць і добре підготовлених схилів, різноманітність трас від найпростіших до складних, величезна кількість магазинів, ресторанів і дискотек роблять Австрію привабливим місцем для туристів зимового туризму).
- 2. Франція (французькі гірськолижні курорти пропонують одні з найкращих у світі умов для зимового туризму. Країна є світовим лідером і за кількістю зимових курортів (понад 400), і за загальною протяжністю і оснащеністю лижних трас).
- 3. Італія (італійські гірськолижні курорти мають найбільшу протяжність в альпійських горах, цікавий рельєф, а також добре розвинену інфраструктури гірськолижних курортів).
- 4. Швейцарія (до безумовних плюсів зимового туризму тут можна віднести найвисокогірніші альпійські курорти та унікальну екологію. Зимова Швейцарія славиться чудовим відпочинком у термал-готелях).
- 5. Польща (зимові курорти країни особливо популярні серед молоді своєю дешевизною, а снігові траси в Татрах цілком відповідають світовим стандартам).

## Галерея: зимовий туризм в Кримських горах

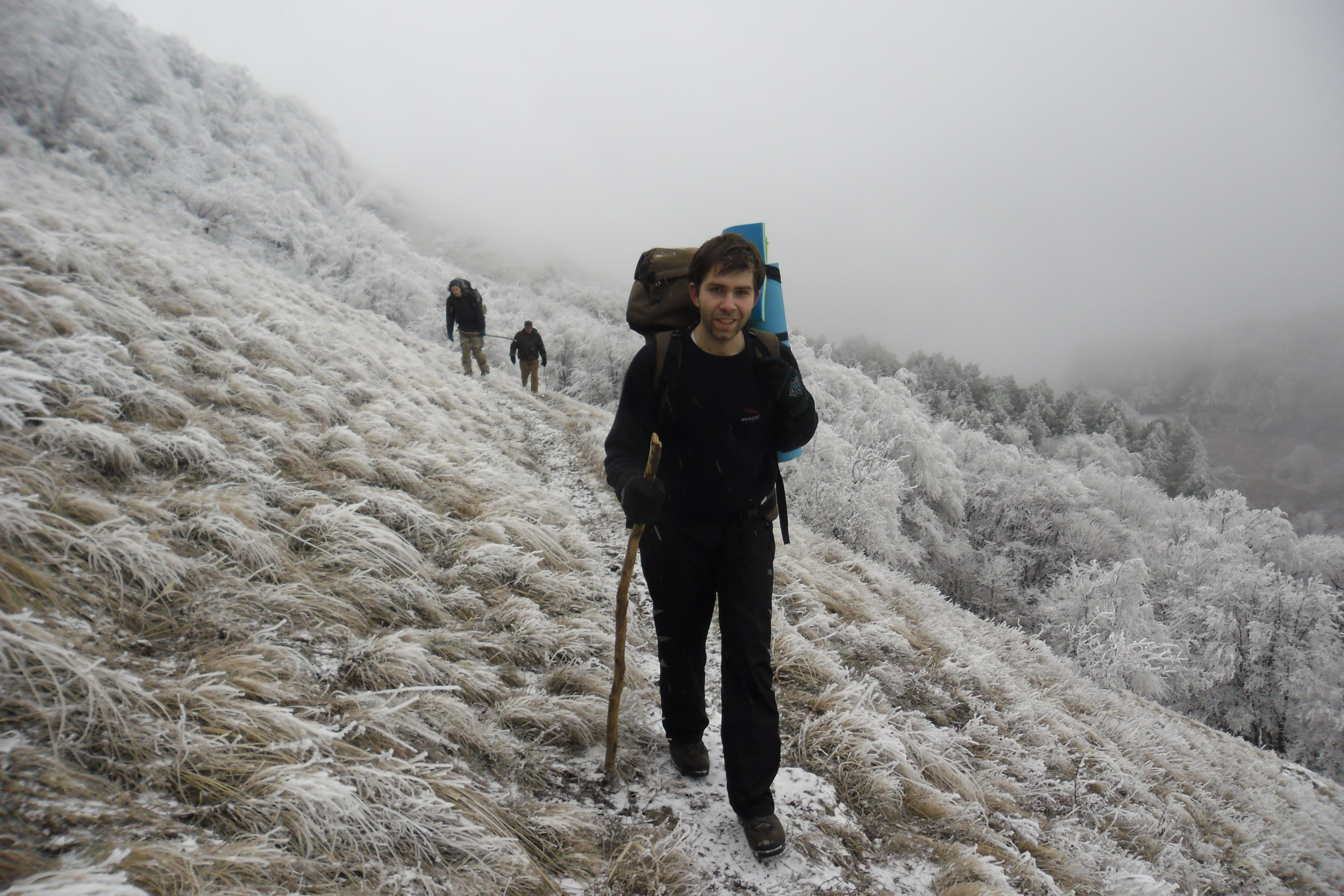